# Akasakaïta-(La)
L'akasakaïta-(La) és un mineral de la classe dels silicats que pertany al grup de l'al·lanita. L'arrel del nom és en honor de Masahide Akasaka (n. 1950), professor de la Universitat de Shimane, al Japó.

## Característiques
L'akasakaïta-(La) és un sorosilicat de fórmula química (CaLa)(AlAlMn²⁺)O[Si₂O₇][SiO₄](OH). Va ser aprovada com a espècie vàlida per l'Associació Mineralògica Internacional en el mes de maig de l'any 2025. Encara resta pendent de publicació Cristal·litza en el sistema monoclínic.
L'exemplar que va servir per a determinar l'espècie, el que es coneix com a material tipus, es troba conservat a les col·leccions mineralògiques del Museu Nacional de la Natura i la Ciència de Tòquio (Japó), amb el número d'espècimen: NSM-M53013.

## Formació i jaciments
Va ser descoberta a la mina Mogurazawa, situada a la localitat de Kiryū, dins la prefectura de Gunma (Japó). Aquesta mina japonesa és l'únic indret de tot el planeta on ha estat descrita aquesta espècie mineral.